# O ljubvi
O ljubvi (О любви) è un film del 1970 diretto da Michail Sinaevič Bogin.